# Solutions Mieux-être LifeWorks
 (août 2017).
Solutions Mieux-être LifeWorks, auparavant Morneau Shepell,, est une ancienne société de services et de technologie en ressources humaines dont le siège social est situé à Toronto, Ontario, Canada. Fondée en 1966, Morneau Shepell sert environ 20 000 organisations en Amérique du Nord. Morneau Shepell inc. est une société cotée à la Bourse de Toronto (TSX : LWRK), dont la capitalisation boursière s’élève à un milliard de dollars.
Elle est aquise par Telus en 2022.

## Historique
En 1966, Frank Morneau a fondé W. F. Morneau & Associates, un cabinet de services-conseils en actuariat et en assurance collective. Le cabinet a pris de l’expansion et a ouvert son premier bureau aux États-Unis en 1987, et a lancé son service administratif en impartition en 1996.
W.F. Morneau & Associates a fusionné avec Sobeco en 1997 pour former Morneau Sobeco, dirigée par Bill Morneau  en tant que président et chef de la direction. Morneau Shepell, telle qu’on la connaît aujourd’hui, a été formée en mai 2008, à la suite de l’acquisition par Morneau Sobeco de Shepell·fgi, le plus important fournisseur canadien de services de formation en milieu de travail en gestion de la santé des employés, qui appartenait au Groupe Clairvest, inc., pour la somme de 321,9 millions de dollars.
Au cours des années qui ont suivi, Morneau Shepell a fait de nombreuses acquisitions, dont SBC Systems Company Inc. (fournisseur américain de systèmes d’administration de régimes d’assurance collective) en janvier 2012, les activités d’impartition de régimes de retraite et d’assurance collective de Mercer Canada en novembre 2012, les activités d’administration de programmes de santé et d’assurance collective de Ceridian aux États-Unis en août 2015, Solareh (fournisseur national de services de santé et de mieux-être), dont les bureaux sont situés à Montréal, en décembre 2016 et Longpré (fournisseur de programmes de mieux-être et d’aide aux employés), dont les bureaux sont également situés à Montréal, en janvier 2017.

## Direction
En mars 2017, Morneau Shepell a annoncé le départ à la retraite d’Alan Torrie et la nomination de Stephen Liptrap comme président et chef de la direction, à compter du 5 mai 2017.